# Peregrina Quintela Estévez
Peregrina Quintela Estévez (Vigo, 1960) és una catedràtica i investigadora de matemàtica aplicada gallega, va ser guardonada amb el Premi María Josefa Wonenburger Planells l'any 2016, concedit pel Govern de Galícia.

## Trajectòria
Llicenciada l'any 1982 en Matemàtiques per la Universitat de Santiago de Compostel·la, d'on és actualment catedràtica, i posseeix dos doctorats, un per la Universitat Autònoma de Madrid (1986) i un altre per la Pierre et Marie Curie (Paris VI, actualment Sorbonne Université, 1988). La seva tesi doctoral, titulada Elasticitat no lineal: Model de Von Karman, va ser dirigida per Philippe G. Ciarlet, matemàtic francès conegut pel seu treball en l'anàlisi matemàtica del mètode d'elements finits aplicat a l'elasticitat, i publicada l'any 1986.
Està especialitzada en modelatge matemàtic, anàlisi matemàtica i simulació numèrica en models de física, enginyeria i ciències aplicades. Durant la seva carrera ha combinat la dedicació a l'ensenyament, a la recerca i a la transferència del seu coneixement matemàtic a les empreses.
L'any 1997, va publicar el seu primer llibre d'Introducció al llenguatge de programació MATLAB (abreviatura de MATrix LABoratory, «laboratori de matrius») i les seves aplicacions: una guia per a aprendre aquest llenguatge de manera natural, progressiva i pràctica. L'any 2000 va publicar altres dos llibres Equacions diferencials i Matemàtiques i enginyeria amb MATLAB. Posteriorment, l'any 2001, va publicar Mètodes numèrics a enginyeria.
Des de la seva fundació, el 30 de setembre de 2011, Quintela és presidenta de la Red Espanyola Matemàtica Indústria (math-in), una associació privada sense ànim de lucre formada per al voltant de 40 grups de recerca d'una vintena d'universitats i centres de recerca espanyols.
Va coordinar entre 2007 i 2012 la creació del node CESGA del Projecte Consolider Enginy MATHEMATICA (i-MATH). Aquest projecte va integrar a més de 340 grups de recerca de tota Espanya i més de 1.700 investigadors i investigadores en el camp de les matemàtiques, gestionat per la Universitat de Cantàbria. Específicament, el Node CESGA va sorgir amb la missió de prendre iniciatives encaminades a la transferència del coneixement matemàtic al sector productiu, promovent l'ús de mètodes i tècniques matemàtiques en la indústria.
Posteriorment, des de la seva creació en 2013, és directora de l'Institut Tecnològic de Matemàtica Industrial (ITMATI), que té com a funció principal la transferència de tecnologia matemàtica per a ajudar a la millora de la competitivitat i donar suport a la innovació en el sector productiu.
L'any 2013 també va participar activament en la fundació del European Service Network of Mathematics for Industry and Innovation (EU-MATHS-IN), sent primer membre del seu Consell i, des de 2015, del Executive Board. Assisteix a conferències internacionals de forma molt activa i publica articles en revistes especialitzades.

## Publicacions
Compta amb més de 50 articles publicats en revistes de primer ordre, 14 llibres i prop d'una trentena d'altres publicacions, entre les quals es compten diversos articles de divulgació.

## Reconeixements
Va ser guardonada l'any 2016 amb el Premi María Josefa Wonenburger Planells, que el Govern de Galícia atorga anualment des de l'any 2007, a través de la Unitat de Dona i Ciència. Forma part del jurat dels Premis Princesa d'Astúries des del 2019.

## Publicacions destacades
- Mètodes numèrics en enginyeria.[13]
- Matemàtiques en enginyeria amb MATLAB.[14]
- Equacions diferencials.[15]
- Introducció a MATLAB i les seves aplicacions: una guia senzilla per a aprendre MATLAB de manera natural, progressiva i pràctica.[16][3]